# 山塘站
山塘站是长沙地铁3号线的地铁车站，位于中华人民共和国湖南省长沙市岳麓区潭州大道与蓝山路交叉口地下，2020年6月28日开通运营。
该以前站作为3号线终点站，西环线开通前所有列车均在此站折返。2023年6月28日，西环线开通并与3号线贯通运营，本站成为中途车站，固定班次列车均不以本站作为终点，也不需在本站换乘。2024年6月27日，西环线并入三号线。

## 车站结构
山塘站位于潭州大道与蓝山路交口，长298米，宽20.9米，为地下两层局部三层岛式车站。
| 地面              | 出入口 | 1-5出入口                                                                                               |
| 地下一层          | 站厅   | 客服中心、自动售票机、验票机                                                                            |
| 地下二层          | 站台   | \| \| \| 3号线往广生（洋湖湿地） \| \| 島式 · 開左邊车门 \| \| \| \| \| \| 3号线往湘潭北站（大王山） \| |
|                   |        | 3号线往广生（洋湖湿地）                                                                                 |
| 島式 · 開左邊车门 |        | |
|                   |        | 3号线往湘潭北站（大王山）                                                                               |

## 车站出口
山塘站共设5个出口，各出口及周围设施如下所示：
| 出口编号                              | 照片 | 无障碍设施 | 地点             | 可到达目的地                         |
| ------------------------------------- | ---- | ---------- | ---------------- | ------------------------------------ |
| 出口 · 1L · 升降机标志 · 扶手电梯标志 |      |            | 潭州大道、莲坪路 |                                      |
| 出口 · 2L · 扶手电梯标志              |      | 不適用     | 潭州大道、莲坪路 | 坪塘人民法院                         |
| （暂不开通）                          |      | 不適用     | 潭州大道         | 坪塘镇政府、洋湖街道办事处、联江公园 |
| 出口 · 4L · 扶手电梯标志              |      | 不適用     | 潭州大道         | 洋湖街道办事处                       |
| 出口 · 5L · 扶手电梯标志              |      | 不適用     | 潭州大道、莲坪路 | 大王山云巴山塘站                     |
| 註： 設有 \| 設有扶手電梯             |      |            |                  |                                      |

## 接驳交通

### 云巴
- 大王山云巴山塘站

### 公交车
- 山塘地铁站：207路、377路、418路、938路、湘华专线
- 山塘村：207路、378路、380路、418路、938路
- 莲坪路荷叶路口：C10路、377路、378路

## 车站历史
- 2020年6月28日，随3号线通车一同开通，为3号线南段终点站[2]。
- 2023年6月28日，西环线通车并与3号线贯通运营，本站不再作为固定班次终点站[4]。